# Adrian Bailey
Adrian Edward Bailey, född 11 december 1945 i Salisbury i Wiltshire, är en brittisk politiker (Labour/Co-operative). Han var ledamot av underhuset för West Bromwich West mellan 2000 och 2019.